# ミミガタテンナンショウ
ミミガタテンナンショウ（耳形天南星、学名:Arisaema limbatum）は、サトイモ科テンナンショウ属の多年草。雌雄偽異株で、小型の株は雄花序をつけ、同一のものが大型になると雌花序または両性花序をつける。本種は、雄株から雌株に完全に性転換する。
仏炎苞の口辺部が耳たぶのように広く開出する。

## 特徴
地下に球茎があり、球茎は扁球形で、ほぼ2列に並んだ腋芽群があり、上部から多くの根をだす。植物体の高さは70cmになる。葉はふつう2個で、葉柄は短く、小葉間の葉軸がやや発達する。小葉は7-11個が鳥足状につき、小葉は披針形から楕円形で、長さ10-17cm、縁は全縁かときに微細な鋸歯縁となり、中脈に沿って白斑が生じることがある。偽茎部は長さ4-42cmになる。
花期は、東北地方では5月頃、暖地では3月から葉の展開より先に花序が伸びて咲きだす。花序柄は花時には葉柄より長い。仏炎苞は黒紫色、紫褐色、黄褐色で、白色の縦条があり、長さ13-16cmになる。ごくまれに緑色のものがあり、品種として区別することがある。筒部は、口辺部が耳状に広く張り出す。舷部は卵形になり、先はとがる。花序付属体の柄は長さ6mm、花序付属体は長さ6.8-7.7cm、径3-10mmになり、棒状からやや棍棒状で先端はふくれて円頭になり、仏炎苞口部から完全に外に出る。子房の中に10-16個の胚珠があり、四国産のものは29個ある。果実は夏に赤く熟す。染色体数は2n=26。

## 分布と生育環境
日本固有種。本州の東北地方の太平洋側、関東地方、中部地方東部、兵庫県淡路島、四国の高知県沖の島、九州の大分県に分布し、落葉樹林下や林縁に生育する。

## 名前の由来
和名ミミガタテンナンショウは、「耳形天南星」の意。仏炎苞の口辺部が耳たぶのように張り出すことからいう。前川文夫 (1932) による命名。
種小名（種形容語）limbatum は、「縁のある」「縁取りのある」の意味。

## 下位分類
キイロミミガタテンナンショウ Arisaema limbatum Nakai et F.Maek. f. viridiflavum Hayashi (1963) - 仏炎苞が黄緑色のものを品種として区別することがある。関東地方、東北地方に知られる。
また、高知県沖の島産のものは、仏炎苞の口辺部がの張り出しが特に著しく、舷部が長く鋭くとがって反り返ることから、変種オキノシマテンナンショウ var. conspicuum として区別されたこともある。変種名 conspicuum は、「顕著な」「目立った」の意味。
大分県ではムサシアブミ A. ringens との雑種が見出されている。

## ギャラリー

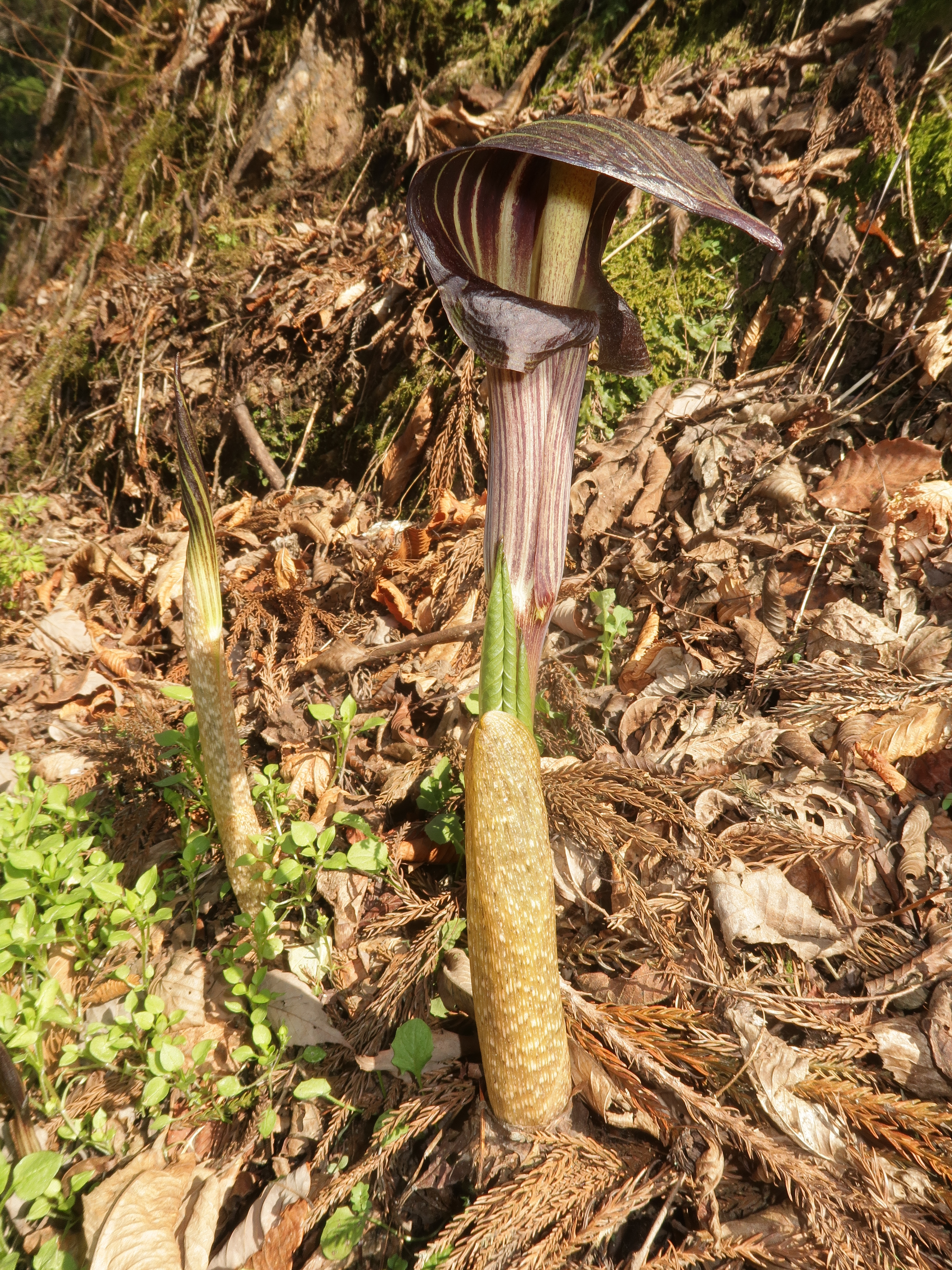
葉の展開前に花序が伸びて咲きだす。
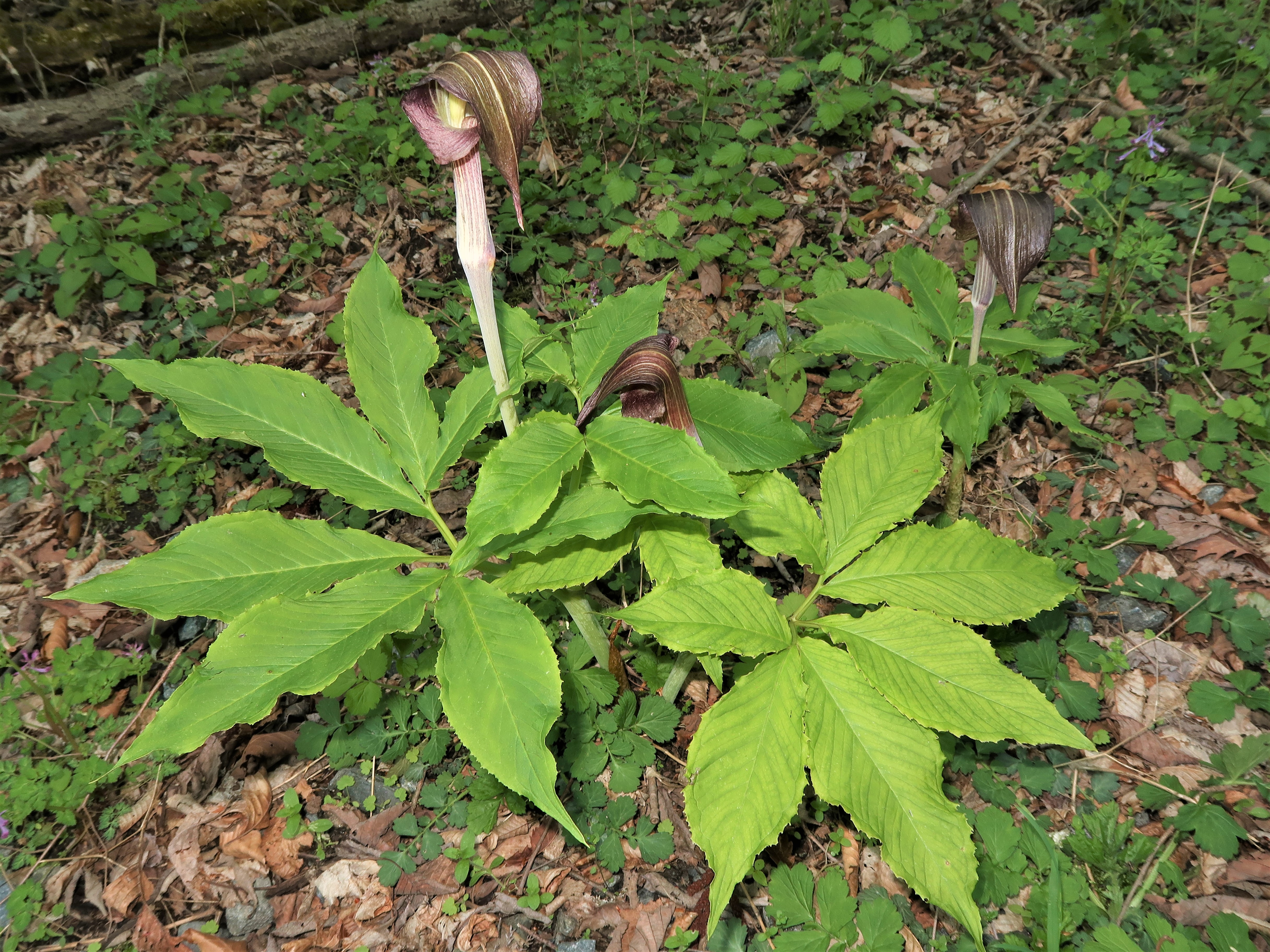
葉は2個で、小葉7個が鳥足状につき、葉の縁に鋸歯のある個体。
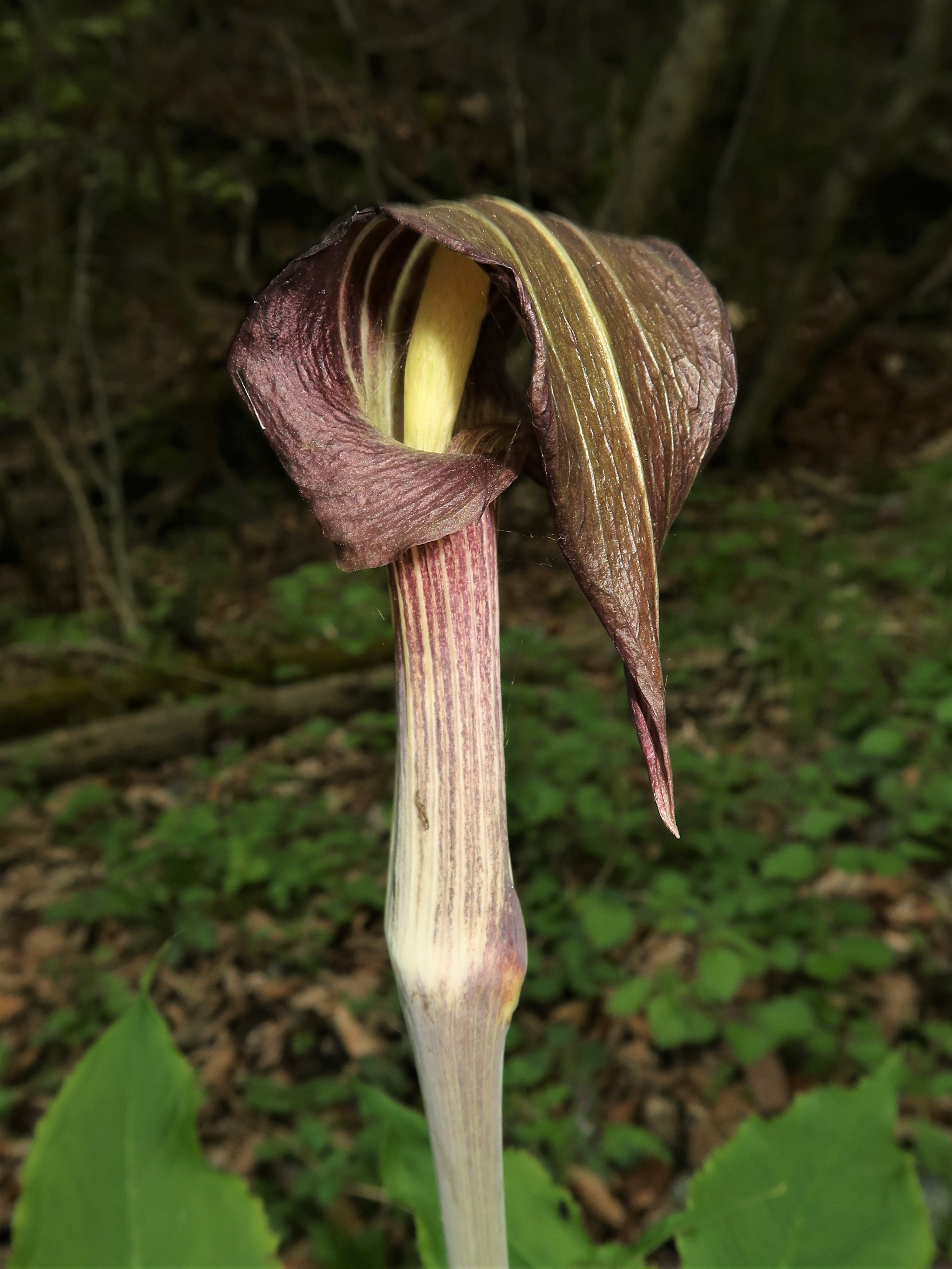
仏炎苞の筒部は、口辺部が耳状に広く張り出す。
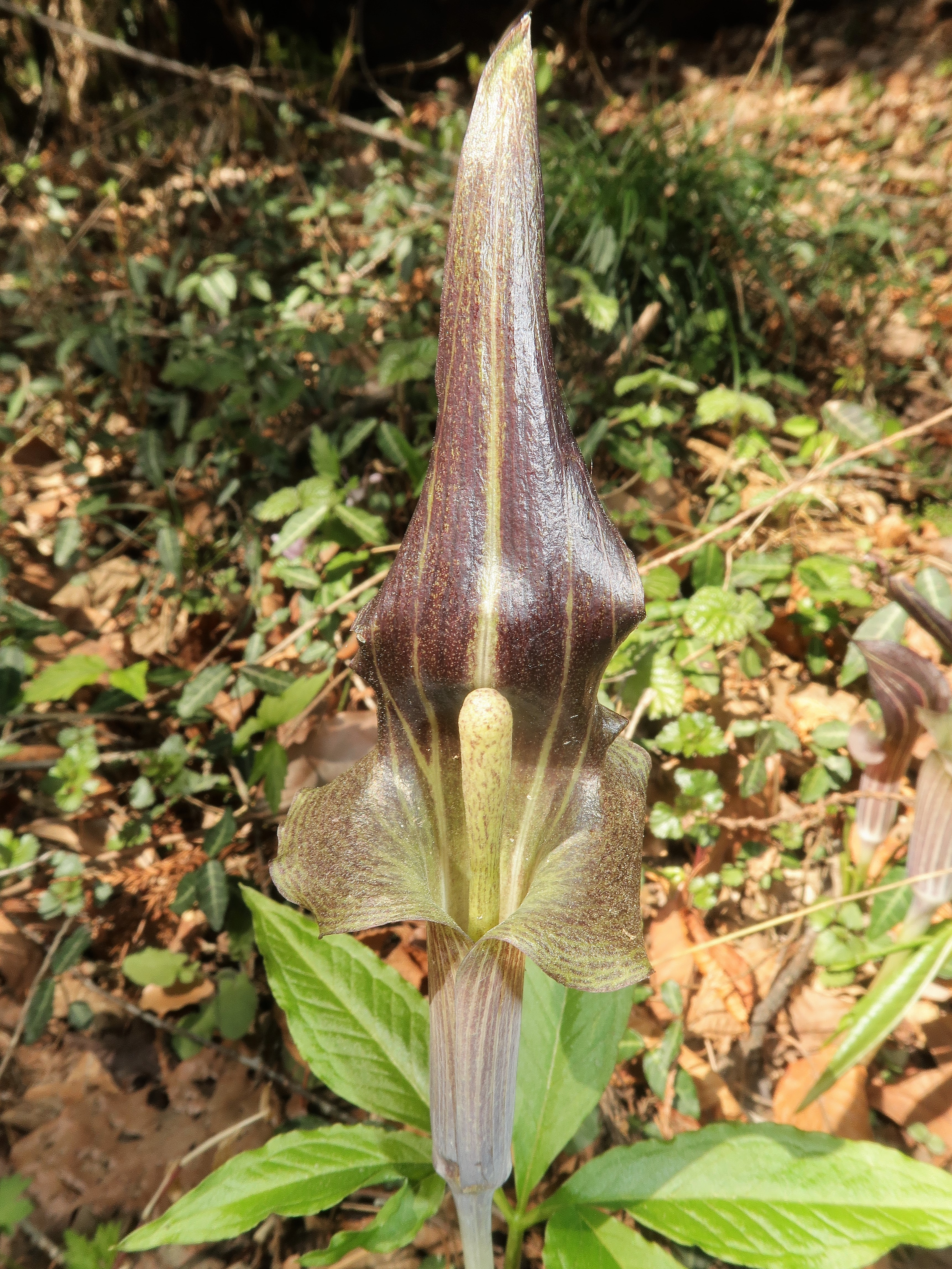
舷部は卵形になり、先はとがる。舷部を立たせて撮影。
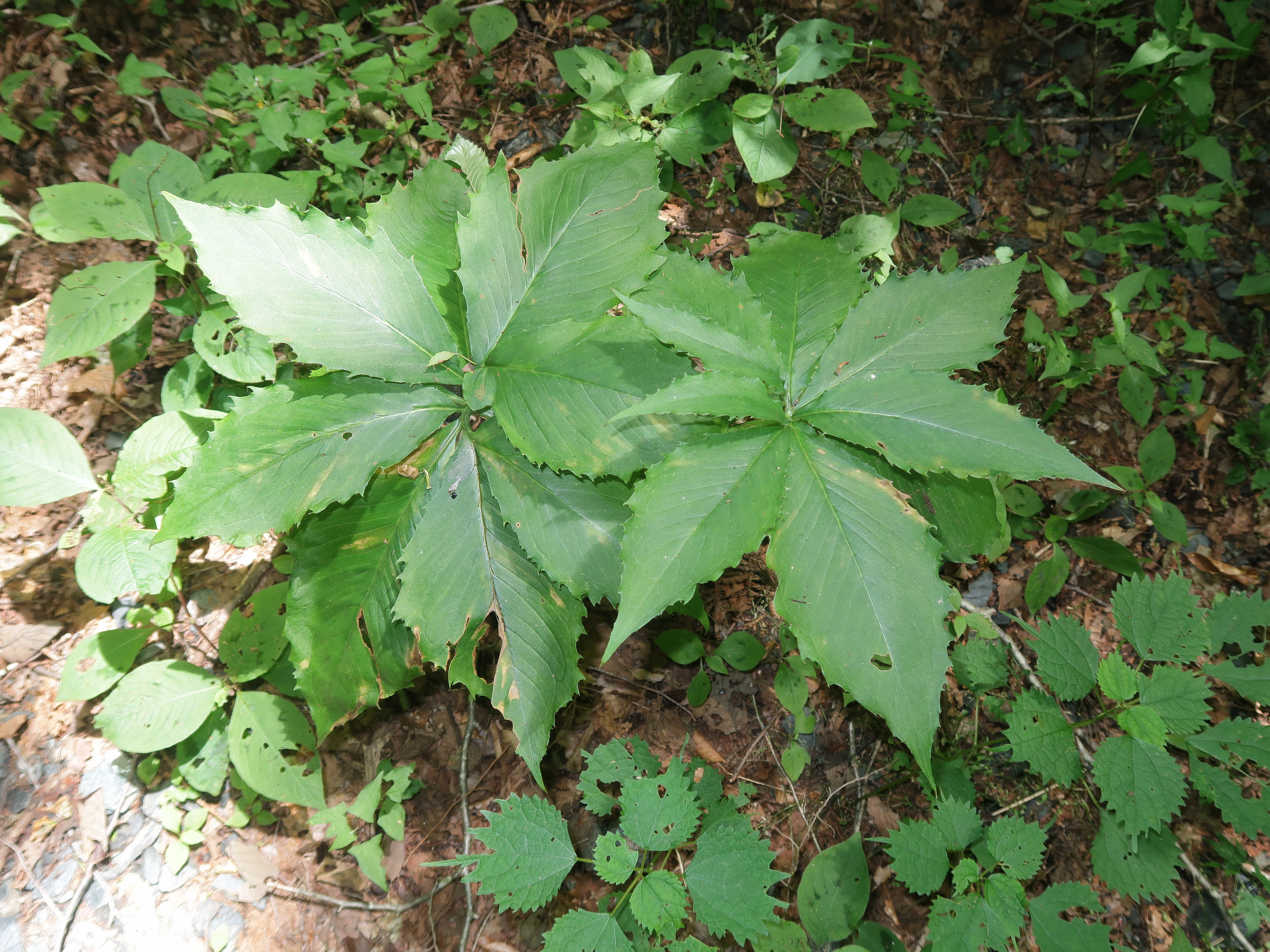
花後の葉は大型になる。

## 近縁種
近縁の種に、ヒガンマムシグサ Arisaema aequinoctiale Nakai et F.Maek. (1932)がある。平凡社刊の旧『日本の野生植物』では、ヒガンマムシグサ A. undulatifolium を基本種、ミミガタテンナンショウ A. undulatifolium var. ionostemma をその変種として掲載していた。ヒガンマムシグサは、本州の関東地方・中部地方・広島県・山口県、四国に分布し、海岸近くの照葉樹林下などに生育する。和名のとおり花期が早く、3-4月。高さは50cmになり、仏炎苞の口辺部が耳状に広がるのは本種と同じであるが、開出部の幅は8mm未満と本種ほどは広がらない。染色体数は本種と同じ。